# Thomas Weigend
Thomas Weigend (* 1949 in Dresden) ist ein deutscher Rechtswissenschaftler.

## Leben
Nach seinem ersten juristischen Staatsexamen wurde Weigend zunächst Referent am Max-Planck-Institut für ausländisches und internationales Strafrecht in Freiburg im Breisgau.
Er wurde 1977 mit der Dissertation Anklagepflicht und Ermessen. Die Stellung des Staatsanwalts zwischen Legalitäts- und Opportunitätsprinzip nach deutschem und amerikanischem Recht promoviert und habilitierte sich 1985 jeweils bei Hans-Heinrich Jescheck in Freiburg im Breisgau. Im Jahr 1986 folgte er einem Ruf an die Universität zu Köln, an der er bis zu seiner Pensionierung 2016 den Lehrstuhl für Strafrecht, Strafprozessrecht, Strafrechtsvergleichung und Kriminologie bekleidet und das Institut für ausländisches und internationales Strafrecht geleitet hat. Diese Gebiete stellen auch seine Forschungs- und Veröffentlichungsschwerpunkte dar. Von 2009 bis 2011 war er Dekan der juristischen Fakultät der Universität zu Köln.
Weigend ist Mitherausgeber der Zeitschrift für die gesamte Strafrechtswissenschaft (ZStW). Er war bis 2015 Leiter der Fachgruppe Strafrechtsvergleichung in der Gesellschaft für Rechtsvergleichung. Nachdem Weigend ein Buch der Juristin Karin Calvo-Goller negativ besprochen hatte und sich der Herausgeber der Seite Global Law Books, Joseph H. H. Weiler, geweigert hatte, die Rezension von seiner Webseite zu entfernen, strengte Calvo-Goller in Frankreich ein Strafverfahren gegen Weiler an, blieb damit aber erfolglos.

## Schriften (Auswahl)
- mit Elisa Hoven (Hrsg.): Auf dem Weg zu rationaler und konsistenter Strafzumessung: empirische, rechtspolitische und rechtsvergleichende Beiträge, Duncker & Humblot, Berlin 2024, ISBN 978-3-428-19127-7.
- mit Elisa Hoven: Strafsachen. Ist unser Recht wirklich gerecht? Dumont, Köln 2023, ISBN 978-3-8321-8198-7.
- Empfehlen sich gesetzliche Änderungen, um Zeugen und andere nicht beschuldigte Personen im Strafprozeßrecht besser vor Nachteilen zu bewahren?: Gutachten C für den 62. Deutschen Juristentag, Beck, München 1998, ISBN 978-3-406-44069-4.
- Deliktsopfer und Strafverfahren, Duncker und Humblot, Berlin 1989, ISBN 978-3-428-06592-9 (Habilitationsschrift).
- Anklagepflicht und Ermessen, Nomos, Baden-Baden 1978, ISBN 978-3-7890-0360-8 (Dissertation).